# Butenon
Butenon of methylvinylketon (MVK) is een zeer toxische en reactieve organische verbinding met als brutoformule C4H6O. De stof komt voor als een corrosieve en zeer licht ontvlambare kleurloze vloeistof met een scherpe geur, die zeer goed oplosbaar is in water, ethanol, aceton en azijnzuur. Butenon is het meest eenvoudige enon, een alfa,bèta-onverzadigd keton.

## Synthese
Butenon wordt industrieel bereid door een zuur-gekatalyseerde condensatiereactie tussen aceton en formaldehyde, gevolgd door een dehydratie. De zuiverheid van het uiteindelijke product bedraagt 90 tot 97%.
Op laboratoriumschaal kan het bereid worden door de hydratatie van vinylacetyleen (butenyn), in aanwezigheid van zwavelzuur en kwik(II)sulfaat:
Een derde mogelijkheid is de dehydratie van 4-hydroxybutan-2-on met een mild organisch zuur.

## Toepassingen
De belangrijkste toepassing van butenon is als alkyleringsreagens in organische syntheses. Deze eigenschap is tevens de oorzaak van de hoge toxiciteit van de verbinding. Het wordt verder nog gebruikt bij de productie van gasdoorlatende plastics. Butenon is ook een intermediair bij de synthese van geneesmiddelen en fungiciden en in de biosynthese van steroïden en vitamine A, hierbij wordt initieel butenon gebruikt in een Robinson-annulering.

## Toxicologie en veiligheid
Butenon is zeer toxisch en kan spontaan polymeriseren onder invloed van licht. De damp van de vloeistof is schadelijk en kan aanleiding geven tot astma, longoedeem en ademhalingsproblemen. Butenon is schadelijk voor de ogen, de huid en de luchtwegen. Het kan irritatie van de slijmvliezen veroorzaken.